# Muralla y oppidum en Schwaben (Jestetten-Altenburg)
Unos pocos kilómetros más abajo de las cataratas del Rin, el Alto Rin hace un meandro doble. La península así formada en la orilla derecha es llamada Schwaben (alemánico: Schwoobe; español: Suabia). Tiene una supierficie de unos 233 ha y pertenece al barrio Altenburg de Jestetten en el sur de Baden-Wurtemberg, Alemania. En la península de unos 85 ha en la orilla izquierda está situada la aldea Rheinau (alemánico: Rhiinau; español: vega del Rin) en Suiza.
El asentamiento celta (oppidum) probablemente fue fundado a mediados del siglo II a. C. y en su mayor parte abandonado alrededor del año 15 a. C. Durante su existencia parece haber sido un importante centro comercial. Hay muchos hallazgos que lo indican. Los habitantes también fabricaron monedas.
La muralla fue parte de la fortificación del oppidum.
|                  |
| Mapa del oppidum |

|                                        |
| Muralla celta del oppidum en Altenburg |

|                                      |
| Muralla celta del oppidum en Rheinau |